# (3497) Innanen
(3497) Innanen (1941 HJ) – planetoida z pasa głównego asteroid okrążająca Słońce w ciągu 4,41 lat w średniej odległości 2,69 j.a. Odkryła ją Liisi Oterma 19 kwietnia 1941 roku.